# Mestna knjižnica Kranj
Mestna knjižnica Kranj je osrednja splošna knjižnica s sedežem na  Gregorčičevi 1, v Kranju v nekdanji blagovnici Globus; ustanovljena je bila leta 1960.
Ima dislocirane enote: Potujoča knjižnica, Krajevna knjižnica Naklo, Krajevna knjižnica Šenčur, Krajevna knjižnica Stražišče, Krajevna knjižnica Preddvor, Krajevna knjižnica Cerklje na Gorenjskem in Krajevna knjižnica Jezersko ter 5 izposojevališč premične zbirke: Bitnje, Britof, Podblica, Podbrezje, Dom upokojencev Kranj.
Knjižnično dejavnost izvaja v šestih občinah za približno 80.000 prebivalcev, posebne naloge osrednje območne knjižnice pa za 18 občin  gorenjskega območja.